# Jeff Bezos
« Bezos » redirige ici. Pour les autres significations, voir Bezos (homonymie).
Jeff Bezos (prononcé [ˈbeɪzoʊs]), né Jeffrey Jorgensen le 12 janvier 1964 à Albuquerque (Nouveau-Mexique), est un entrepreneur, industriel, propriétaire de médias et milliardaire américain.
Il est connu pour être le créateur et principal actionnaire de Amazon, qu'il dirige personnellement entre 1994 et 2021. Il est aujourd'hui le président du conseil d'administration de l'entreprise. Jeff Bezos est depuis 2013 le propriétaire du Washington Post, un influent journal américain.
Il est le fondateur de l'entreprise spatiale Blue Origin, proposant notamment un accès à l'espace pour le tourisme spatial.
Le magazine Forbes le classe dans les trois premières fortunes mondiales, ses actifs étant estimés à environ 200 milliards de dollars américains (209,2 en 2021, 171 en 2022 et 114 en avril 2023).

## Biographie

### Enfance et formation
Jeffrey Preston Jorgensen naît le 12 janvier 1964, fils de Ted Jorgensen et Jacklyn Gise, à Albuquerque, au Nouveau-Mexique. Au moment de sa naissance, ses parents sont tous deux lycéens : son père vient d'avoir 18 ans tandis que sa mère en a 16. Son père l'abandonne à sa naissance et se remarie un an plus tard. Sa mère fait ensuite la connaissance de Miguel Bezos, un immigré cubain installé aux États-Unis depuis l'âge de quinze ans et étudiant à l'université d'Albuquerque (en). Elle l'épouse en avril 1968, et celui-ci adopte Jeff peu de temps après, qui dès lors porte son nom, et l'élève comme son propre fils.
Il crée sa première entreprise alors qu'il est au lycée, un camp d'été pour enfants.
Diplômé de l'université de Princeton en 1986 avec un Bachelor of Arts and Science en sciences de l'informatique, il travaille dans plusieurs entreprises financières de Wall Street, dont D.E. Shaw & Co.

### Carrière

#### Amazon
En 1994, Jeff Bezos, alors âgé de trente ans, se laisse de plus en plus tenter par une idée qui l’obsède depuis un moment :

« J’ai appris que l’utilisation du web augmentait de 2 300 % par an. Je n’avais jamais vu ou entendu parler de quelque chose avec une croissance aussi rapide, et l’idée de créer une librairie en ligne avec des millions de titres — quelque chose de purement inconcevable dans le monde physique  — m’enthousiasmait vraiment. »

Considérant qu'il pourrait regretter plus tard de ne pas avoir participé à l'aventure internet, il fonde Amazon.com (voulant bâtir la plus grande librairie du monde comme l'Amazone est le plus grand fleuve de la planète) le 5 juillet 1994, à Seattle. Au début du lancement de l'entreprise, Jeff Bezos travaillait avec ses employés dans son garage notamment pour le développement d'un logiciel.
Afin de faire décoller sa société, il demanda à ses parents d'y investir, ce qu'ils firent à hauteur de 245 573 dollars. La société ouvre son premier site en juillet 1995. Elle est actuellement la plus grande entreprise mondiale de vente en ligne, avec un chiffre d'affaires de 280,5 milliards de dollars en 2019. En 2000, il fonde une jeune entreprise spécialisée dans les bourses et Blue Origin, spécialisée dans les voyages spatiaux. Fortune faite, il y investit un milliard de dollars par an.
Le 5 juillet 2021, il démissionne de son poste de PDG d'Amazon, mais reste le président exécutif de son conseil d'administration. Son successeur est Andy Jassy.

#### Blue Origin

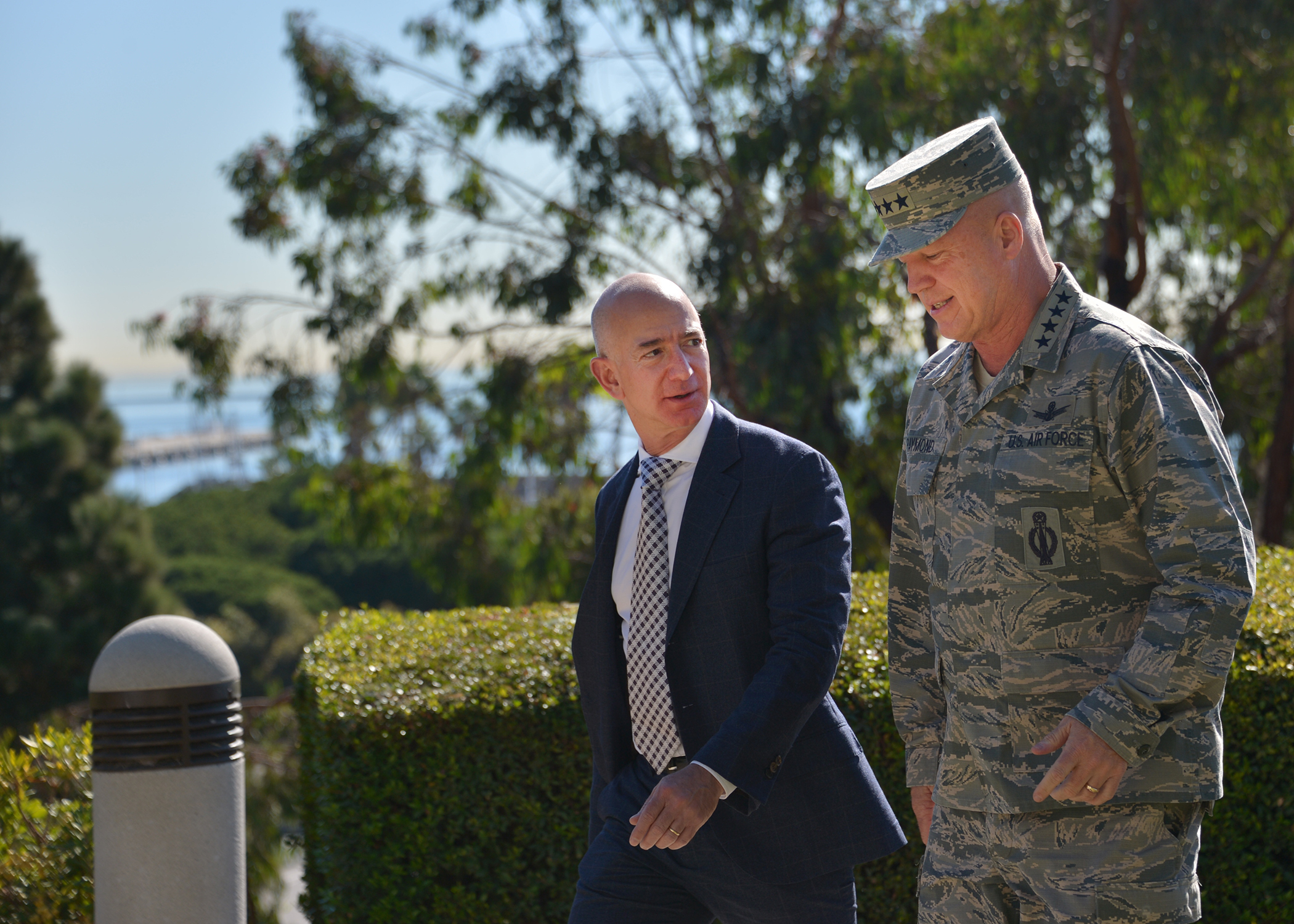
Jeffrey P. Bezos aux côtés d'un des Commandants de l'Air Force Space Command à la base américaine de Los Angeles à San Pedro, en 2017.

En 2000, Bezos fonde Blue Origin, une société spécialisée dans la production aérospatiale et dans les vols sub-orbitaux. Le premier lancement d'une fusée est réussi en 2015. Son activité principale est centrée sur la construction du lanceur lourd New Glenn qui doit effectuer son premier vol en 2023 et le développement de moteurs cryogéniques. Le fondateur d'Amazon, en démissionnant de son poste de PDG en 2019, souhaite désormais se consacrer entièrement à l'activité de Blue Origin, principal concurrent de SpaceX.

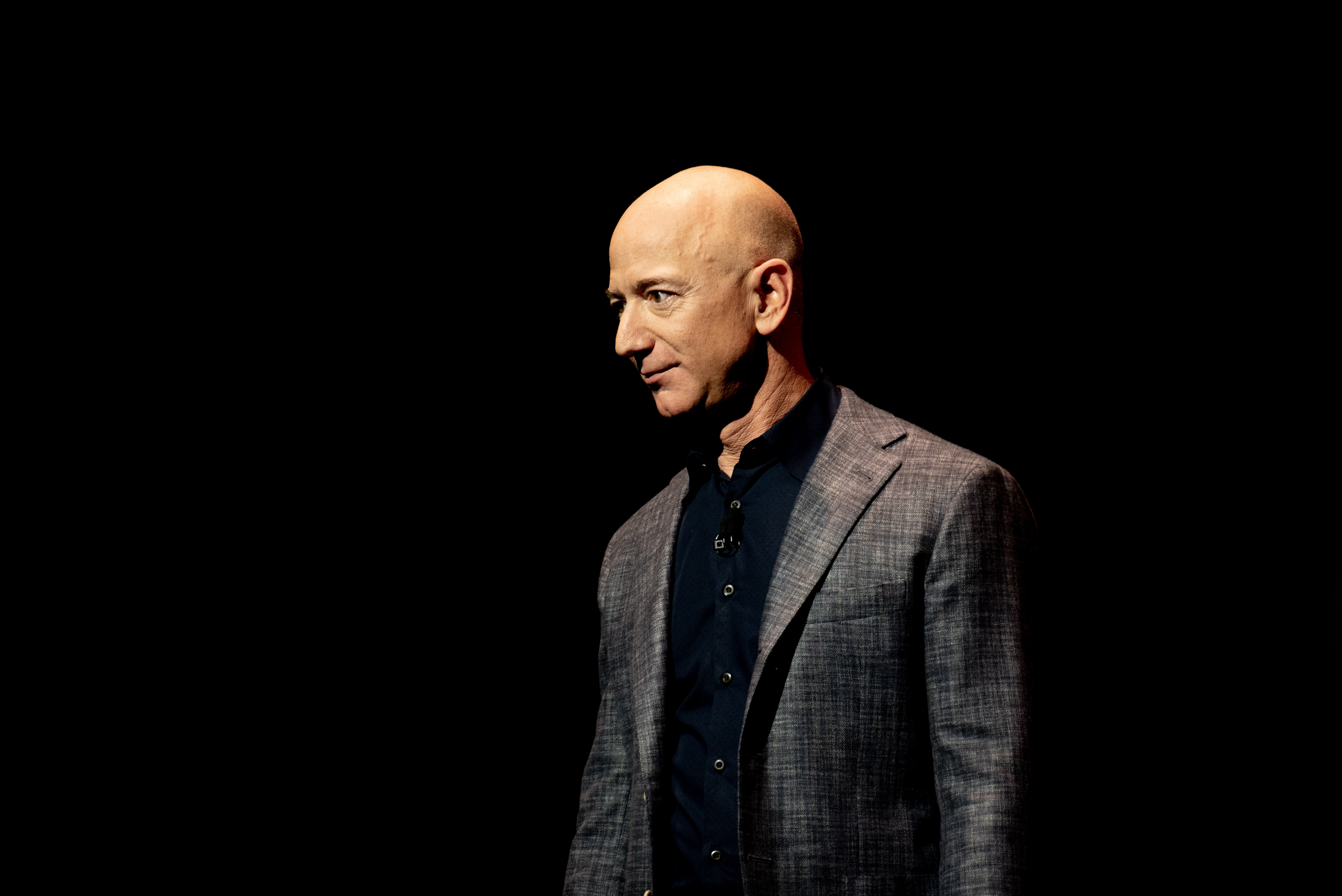
Le dirigeant de Blue Origin sur scène sur le point de dévoiler l'atterrisseur lunaire Blue Moon à Washington D.C., en mai 2019.

La société conçoit également la fusée suborbitale New Shepard destinée au tourisme spatial. Bezos participe à son premier vol habité, le 20 juillet 2021, avec à ses côtés son frère Mark Bezos, Wally Funk et Oliver Daemen. Une vente aux enchères est ouverte à tous pour « devenir le premier touriste spatial à bord du New Shepard » et gagner une place pour rejoindre l'équipage de ce vol. Le vainqueur cède sa place à Daemen, dont le vol est avancé.

#### Autres activités
Bezos possède aussi les sites IMDb, Alexa Internet, Amazon Mechanical Turk, Amazon SimpleDB, AbeBooks, Sellaband (en), Amazon Kindle, Reflexive Entertainment (en), Audible.com, 43things.com (en), Amie Street, LibraryThing, Statistically Improbable Phrases, A9.com. En 2012, il rachète l'entreprise de robots transporteurs Kiva Systems (en).

#### Rachat duWashington Post
En 2013, il rachète le journal américain The Washington Post pour 250 millions de dollars,,.
Ce rachat du journal a suscité des inquiétudes jusqu'au sein de la rédaction du journal, symbole historique du journalisme d'investigation. Le nouveau propriétaire a jugé bon de publier une lettre ouverte dans laquelle il affirme qu'il « ne dirigera pas le Washington Post au jour le jour »[réf. incomplète].
En janvier 2025, il interdit la publication d'un dessin de la caricaturiste Ann Telnaes, prix Pulitzer du dessin de presse, qui démissionne. Ce dessin le représentait avec d'autres milliardaires, agenouillé devant une statue de Donald Trump. Quatre cent membres de la rédaction lui envoient alors un courrier pour indiquer leur inquiétude pour l'intégrité du journal.
En février 2025, il écrit une note aux équipes du journal, par laquelle il indique que la rubrique Opinions sera limitée à " la défense des libertés individuelles et du libre marché " et que les opinions contraires ne seront plus publiées. Cette note provoque la démission de David Shipley, responsable des pages Opinions, et le responsable des pages économiques Jeff Stein dénonce un "empiètement massif de Jeff Bezos dans la rubrique Opinions ".

#### Relations politiques

##### Avec Donald Trump
Le 8 décembre 2015, Bezos répond aux critiques du candidat républicain à l'élection présidentielle américaine de 2016, Donald Trump, celui-ci l'ayant accusé la veille d'avoir acquis le Washington Post dans le seul but de minimiser la pression fiscale qui pèse sur Amazon et son propriétaire aux États-Unis. Il publie alors sur Twitter un court message où il se félicite ironiquement d'avoir enfin été pris pour cible par Trump et propose tout aussi ironiquement de réserver un siège au milliardaire sur une fusée dédiée au tourisme spatial.
La victoire surprise de Donald Trump à cette même élection le 8 novembre 2016, face à la démocrate Hillary Clinton, contraint cependant le fondateur d'Amazon à féliciter le nouveau président républicain et à lui souhaiter « un grand succès dans son service pour le pays ». Élu, Donald Trump menace Amazon d’une enquête antitrust pour intimider Bezos et infléchir la ligne éditoriale du Washington Post.
En janvier 2019, Jeff Bezos est la cible de critiques publiques du président américain Donald Trump, qui le surnomme « Jeff Bozo ». Trump suggère que le Washington Post agirait comme un « journal lobbyiste » pour Amazon et dit espérer que le journal soit « placé entre des mains plus responsables »,.
En novembre 2019, Amazon Web Services porte plainte contre le département de la Défense américain après avoir perdu le contrat de cloud computing Joint Enterprise Defense Infrastructure (en) au profit de Microsoft Azure. L'entreprise accuse l'administration Trump d'avoir influencé cette décision en raison de l'animosité du président envers Bezos. La plainte mentionne que Trump aurait demandé au secrétaire à la défense James Mattis « d'envoyer Amazon se faire foutre » et d'avoir entraîné des modifications de dernière minute dans l'appel d'offres,.
À partir de l'élection présidentielle américaine de 2024, Bezos cherche à améliorer ses relations avec Trump. Bezos effectue une visite à la résidence Mar-a-Lago de Trump en décembre, contribue à hauteur d'un million de dollars au comité d'organisation de l'investiture présidentielle et obtient que sa plateforme diffuse la cérémonie en streaming. Amazon acquiert également les droits d'un documentaire sur Melania Trump pour 40 millions de dollars. Par ailleurs, Bezos empêche le Washington Post d'apporter son soutien à Kamala Harris pendant la campagne présidentielle. Ces manœuvres sont interprétées par Les Échos comme une volonté d'éviter les tensions commerciales qu'il avait connues durant le premier mandat de Trump et de protéger ses intérêts dans ses différentes entreprises.

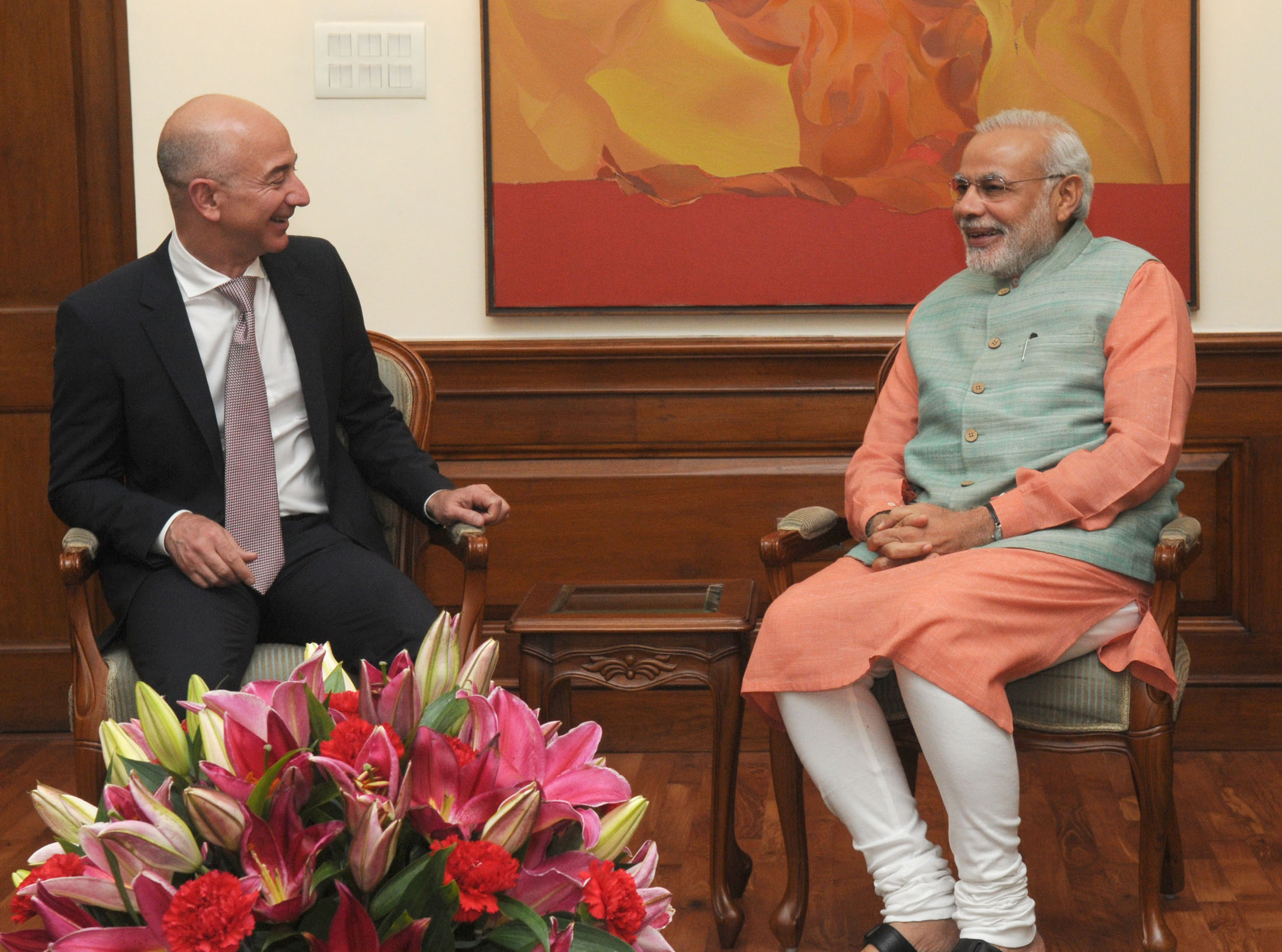
Le PDG d'Amazon s'entretenant avec le Premier Ministre de l'État Indien Narendra Modi à New Delhi, en 2014.

#### Autres activités
Dans un article paru dans le mensuel Extra!, de l'association Fairness and Accuracy in Reporting, en mars 2014, Keane Bhatt dénonce un possible conflit d'intérêts entre Jeff Bezos, propriétaire d'Amazon, et la CIA, cette dernière ayant payé environ 600 millions de dollars à Amazon pour des contrats demeurés secrets.
Il gère par ailleurs plusieurs autres investissements à travers son fonds de capital risque Bezos Expeditions,.

### Affaires
En 2019, un enquêteur engagé par Jeff Bezos accuse les autorités d'Arabie saoudite d'avoir piraté le téléphone portable de Bezos pour obtenir des informations privées,.
Agnès Callamard, rapporteuse spéciale de l'Organisation des Nations unies (ONU) sur les exécutions extrajudiciaires, ainsi que David Kaye, rapporteur spécial sur la liberté d'expression, ont déclaré que lors d'une analyse du téléphone portable de Jeff Bezos, il a été constaté qu'il avait reçu un message vidéo infecté par un logiciel malveillant sur WhatsApp d'un certain numéro appartenant apparemment au prince héritier saoudien Mohammed ben Salmane.

### Fortune
Après être brièvement passé devant Bill Gates en tant qu'homme le plus fortuné de la planète au cours de l'été 2017,, Bezos devient en novembre 2017, l'homme le plus riche au monde, avec une fortune estimée à plus de cent milliards de dollars américains (+ 34,2 milliards de dollars par rapport à 2016), devant Bill Gates, et Warren Buffett. En effet, durant le « Black Friday » de 2017, son entreprise a atteint 584 milliards de dollars de capitalisation boursière, ce qui a fait gagner à sa fortune personnelle 2,4 milliards de dollars en une journée.
En 2018 il est selon Forbes   le premier individu à avoir une fortune de plus de 100 milliards de dollars. Son montant atteint un pic durant la pandémie de coronavirus, en juillet 2020, à 172 milliards de dollars (153 milliards d'euros). Le 26 août 2020, Jeff Bezos devient la première personne de l'histoire à posséder une fortune supérieure à 200 milliards de dollars (170 milliards d'euros).
Il est critiqué pour le climat interne chez Amazon, jugé exécrable par une enquête du New York Times en 2015, ainsi que pour sa volonté d'édifier un monopole et de ne pas payer d'impôts sur les sociétés. Une étude indépendante parue en 2020 dans le magazine Forbes (The world's best employers) classe Amazon à la deuxième place des meilleurs employeurs du monde. Alors que plusieurs milliardaires américains présentent le manifeste The Giving Pledge, où ils promettent de consacrer la majorité de leur fortune à des causes caritatives, il refuse de le signer. Finalement, il consent avec son épouse à créer, en 2018, un fonds de 2 milliards de dollars afin d'aider les sans-abri et un réseau de classes de maternelles pour les plus pauvres.
En 2020, il annonce vouloir financer des initiatives pour lutter contre le changement climatique et crée pour ce faire le Bezos Earth Fund (en) doté de 10 milliards de dollars pris sur sa fortune personnelle. Ce fonds subventionne des projets de protection de la nature portés par des scientifiques ou des organisations non gouvernementales (ONG). Des transferts très importants, chiffrés à plusieurs millions de dollars sont annoncés en novembre 2020 vers le WWF, the Environmental Defense Fund, Natural Resources Defense Council, The Nature Conservancy, World Resources Institute.
Dépassé par Elon Musk au classement d'avril 2022 du Bloomberg billionaire index, Jeff Bezos reste cependant la 2e fortune mondiale, ayant une fortune estimée à 171 milliards de dollars, puis la troisième mondiale en 2023, à 114 milliards de dollars.
Durant une entrevue en novembre 2022, il annonce pour la première fois vouloir donner de son vivant la plus grande partie de sa fortune à des œuvres de charité.

### Vie privée
En 1992, Jeff Bezos épouse MacKenzie Scott. Ils sont parents de trois fils et une fille adoptée en Chine. En 2019, après vingt-cinq ans de vie commune , le couple divorce, cela fait suite à sa liaison avec la présentatrice de télévision Lauren Sánchez, avec qui il se marie en juin 2025.
Il possède une immense demeure à Medina, près de Seattle, une maison de 1 200 m2 à Beverly Hills, trois appartements dans la tour The Century à New York, le musée du Textile à Washington, le Figure 2 Ranch au Texas et des milliers d’hectares de terrain. En 2023, il quitte la maison de Seattle qu'il habite depuis 1994 et part s'installer à Miami après avoir acheté une villa et quelques bâtisses aux alentours pour 148 millions de dollars. Cela fait de lui l'un des vingt plus importants propriétaires fonciers du pays.
Au sein de Amazon, il conseille souvent des livres aux cadres dirigeants de l'entreprise[réf. nécessaire].
Il est libertarien et donateur du laboratoire d'idées libertarien Reason Foundation. Engagé dans le mouvement transhumaniste, il a investi 42 millions de dollars dans une horloge mécanique située au Texas, laquelle pourra donner l'heure exacte pour les dix mille prochaines années,.
Jeff Bezos estime que la puissance économique et militaire des États-Unis est une bonne chose pour le monde entier. Il s’inquiète de la montée en puissance de la Chine.
Jeff Bezos possède un yacht à voile, le Koru, qu’il a fait construire. Lors de son lancement en 2023, c’est le plus grand voilier de plaisance au monde (le A est plus grand mais est conçu pour marcher au moteur avec assistance vélique et non sous voiles seules).

### Distinctions
- Jeff Bezos est élu personnalité de l'année selon Time Magazine en 1999. Âgé de 35 ans, il devient la quatrième plus jeune personne à recevoir cet honneur, après Charles Lindbergh en 1927 (25 ans), la reine Élisabeth II en 1952 (26 ans) et Martin Luther King en 1963 (34 ans)[65].
- En 2014, il est classé premier parmi les PDG les plus performants du monde par la Harvard Business Review[66].
- En mai 2014, il est élu « pire patron au monde » à l’issue d’un sondage mené par la Confédération syndicale internationale, représentant 184 millions de travailleurs de 161 pays, lors de son troisième Congrès mondial[67],[68].
- En 2018, il reçoit le HRC National Equality Award de l'association Human Rights Campaign pour son soutien à la cause LGBTQ[69].
- Chevalier de la Légion d'honneur (2023)[70],[71],[72]